# Spital Tiefenau
Das Spital Tiefenau (früher und umgangssprachlich Tiefenauspital) war ein öffentliches Krankenhaus im Tiefenauquartier im Norden der Stadt Bern. Es wurde 1913 als zweites Stadtspital neben dem Zieglerspital im Süden Berns gegründet und 2007 der Spital Netz Bern AG angegliedert. Diese fusionierte mit dem Inselspital 2016 zur Insel Gruppe AG.
Das Spital Tiefenau stellte für die Region Bern die medizinische Grund- und Notfallversorgung sicher. In den Jahren 2019 bis 2021 sollte das Spital baulich und technisch erneuert werden.
Am 22. März 2023 informierte die Insel Gruppe AG die Medien, dass sie für das Jahr 2022 einen Konzernverlust von CHF 80 Mio. schreibt und dass sie beabsichtigt, das Spital Tiefenau per Ende Dezember 2023 zu schliessen.
Der Spitalbetrieb wurde per 15. Dezember 2023 eingestellt. Wegen Differenzen über die Höhe der Heimfallentschädigung, hat die Insel-Gruppe am 5. September 2024 Klage beim Verwaltungsgericht des Kantons Bern eingereicht; sie habe erst 2,5 Mio. Franken von insgesamt 10 Mio. Franken von der Stadt Bern erhalten.
Im Spital fielen insbesondere die zahlreichen Kunstwerke von Niki de Saint Phalle auf, die einst selber als Patientin im Tiefenauspital behandelt wurde.